# Jackson Guitars

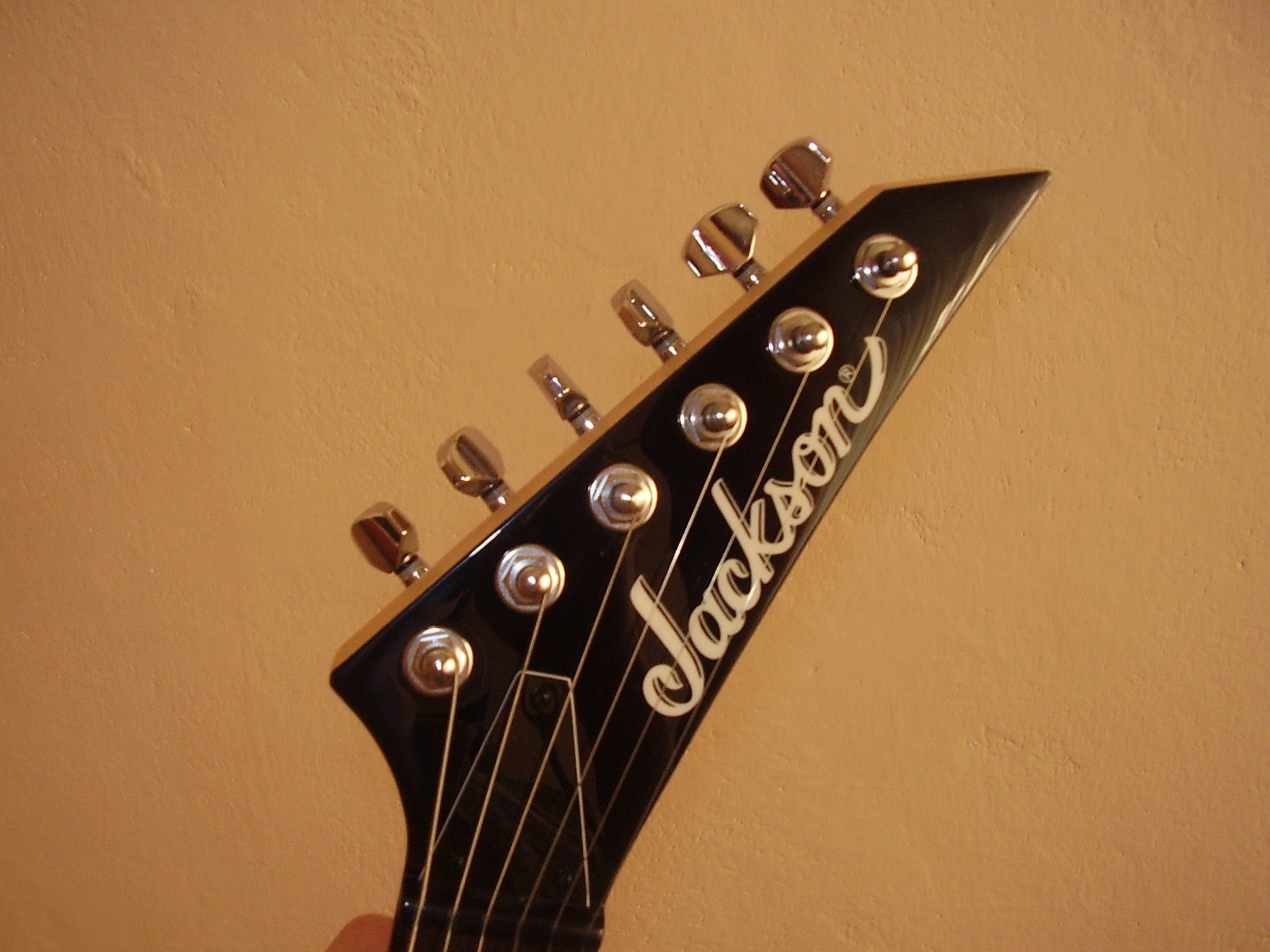
Логотип Jackson на голові гітарного грифа

«Jackson» — фірма-виробник гітар, що спочатку належала Гроверу Джексону (Grover Jackson), партнеру Уейна Чарвела (Wayne Charvel) власника гітарної майстерні Charvel Guitar Repair. Популярність до Jackson прийшла після моделі гітари «Rhoads», спочатку придуманої і використовуваної гітаристом Ренді Роадс. Гровер помістив своє ім'я на гітару, а не назву фірми Чарвела, оскільки думав, що результат виявиться занадто поганим. Але саме ця модель надихнула Гровера на створення своєї компанії.10 листопада 1978 року Уейн Чарвел продав свої права на Charvel Guitar Repair Гроверу Джексону.Зараз Jackson Guitars належить компанії Fender, яка перекупила її у компанії AMIC восени 2002 року. Лідер гурту Megadeth і давній прихильник гітар Jackson — Дейв Мастейн запропонував сам викупити компанію, та угода не відбулася. Перехід компанії в руки Fender привів до відмови багатьох музикантів (включаючи самого Мастейна) від ендорсменту гітар Jackson.

## Моделі гітар

### Моделі, що виробляються на даний час

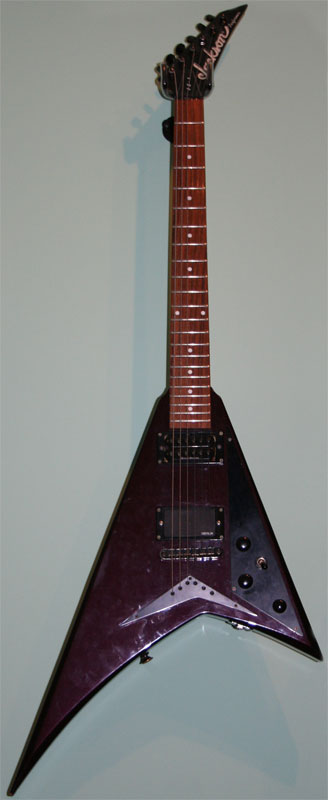
Jackson RR

- Jackson Rhoads: асиметрична форма «V» з загостреними «крилами». Спочатку називався «Конкорд» і розроблявся для гітариста Ренді Роадса. Після його смерті вона була перейменована в RR або Randy Rhoads.
- Jackson Soloist: Soloist має «наскрізний» гриф і форму superstrat.

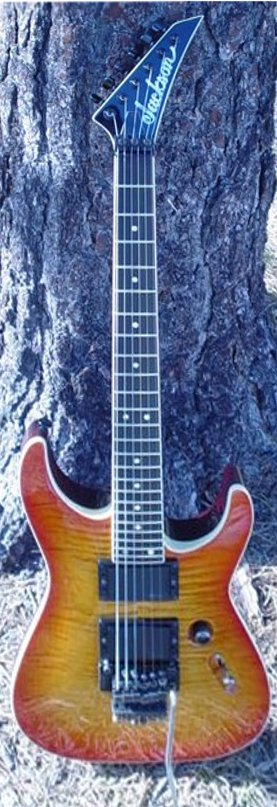
Jackson Soloist

- Jackson Dinky: суперстрат (англ. Superstrat) з пригвинченим грифом (англ. Bolt-on) і меншого розміру (7/8) в порівнянні c Soloist.
- Jackson Kelly: аналог популярного Gibson Explorer, з дещо більш гладкими формами. Модель прославилася завдяки Марті Фрідману (Megadeth), його передплатна модель - KE1.
- Jackson King V: симетрична форма «V» з довгими гострими краями. Спочатку гітара була розроблена для Роббіна Кросбі (Robbin Crosby) з групи Ratt, але була популяризована іншим музикантом - Дейвом Мастейном (Megadeth), чия іменна модель називається KV1.
- Phil Collen PC1 Signature Dinky: іменна модель Dinky Філа Коллена зі звукознімачем Jackson Sustainer / Driver в грифовій позиції, DiMarzio HS2 в «середині» і бриджевим хамбакером DiMarzio Super 3, позолоченою фурнітурою і Original Floyd Rose. Після PC1 недовго випускалася модель PC3, здешевлена завдяки використанню звукознімачів DiMarzio в комбінації H-S-S і «Wilkinson floating vibrato» замість OFR.
- Jackson Warrior: агресивний зовнішній вигляд з чотирма загостреними «рогами», форма яких розроблена на основі головок грифів Jackson. Ibanez Xiphos і B.C. Rich Stealth (оригінал) схожі з Warrior, але мають більш гладкі форми і іншу головку грифа.
- Jackson Mark Morton Dominion: іменна серія гітар, розроблена Jackson і гітаристом Lamb of God, Марком Мортоном (Mark Morton).
- Jackson Phil Demmel Demmelition V: іменна гітара, заснована на King V зі злегка зміненими крилами у формі вирізу.
- Jackson Adrian Smith San Dimas: іменна гітара, розроблена на базі моделей Jackson custom shop 1980-х років, які були виготовлені для Адріана Сміта з Iron Maiden.

### Моделі, що доступні тільки в custom shop
- Jackson Death Kelly: схожа за формою на Kelly, але нижня частина гітари вирізана як у Warrior, верхня (біля грифа) залишилася колишньою.
- Jackson Death Angel: схожа на Death Kelly, нижня частина гітари схожа на Warrior, а верхня на SG / Kelly.
- Jackson Demon: має форму, схожу на Ibanez 540. Jackson "PC Archtop": була першою іменною моделлю Філа Коллена, розробленою в 1988 році після двох років використання custom моделей Soloist і Dinky. Філ і Гровер Джексон вирішили зробити ергономічно правильну гітару, корпус якої був би як у нормального «суперстрата», за винятком значно більшого верхнього рогу і нижнього рогу, більш схожого на Fender Telecaster і увігнутим як у бас-гітар Spector серії NS.
- Jackson Roswell Rhoads: загальна концепція відповідає Jackson Rhoads (асиметрична «V»), але більше схожа на асиметричну «U». Jackson Star: виглядає точно як Charvel Star, за винятком головки грифа Jackson і логотипу.
- Jackson Surfcaster: виглядає точно як Charvel Surfcaster, за винятком логотипу на головці грифа.
- Jackson Xtreme Rhoads: ще одна версія Jackson Rhoads зі злегка скошеним корпусом.

Крім того  будь-які інші форми можуть бути виготовлені в custom shop.

### Моделі, зняті з виробництва
- Jackson Kelly Star: схожа с Kelly, але нижня частина гітари взята у Jackson Rhoads, а верхня (біля грифа) залишилась стандартною (Jackson Kelly).
- Jackson Firebird: копія Gibson Firebird.
- Jackson Y2KV: іменна модель Дейва Мастейна, виглядає як «V» зі скругленими краями, в каталогах з’являвся з 2000 по 2002, після чого була знята з виробництва, так як Мастейн розірвав контракт з Jackson Guitars.

### Серія Professional
- Jackson Professional — це серія гітар японського виробництва, що повторює популярні модельні лінії США. Всі гітари з поміткою «Professional» на головці грифа вироблені в Японії.
- Jackson Performer — гітари Jackson низької цінової категорії виробництва середини 90-х за межами США (спочатку Японія, пізніше Корея).